# Ореховка (Кличевский район)
Ореховка (бел. Арэ́хаўка) — агрогородок в Кличевском районе Могилёвской области Беларуси. В составе Несятского сельсовета.

## География
Ближайшие населённые пункты Переколь, Турчанка и др.
Пролегают дороги Н-10615, Н-10605.
Рядом железнодорожная станция Ольховка.

### Гидрография
Река Турчанка. Озеро.

## История
В 1909 году в Бацевичской волости Бобруйского уезда Минской губернии.
В 2010 году деревня Ореховка преобразована в агрогородок.

## Население

### Численность
- 2009 год — 869 жителей

### Динамика
- 1909 год — 636 жителей, 81 двор[3]
- 1999 год — 1 164 жителей (перепись населения)
- 2009 год — 869 жителей (перепись населения)[3]

## Галерея

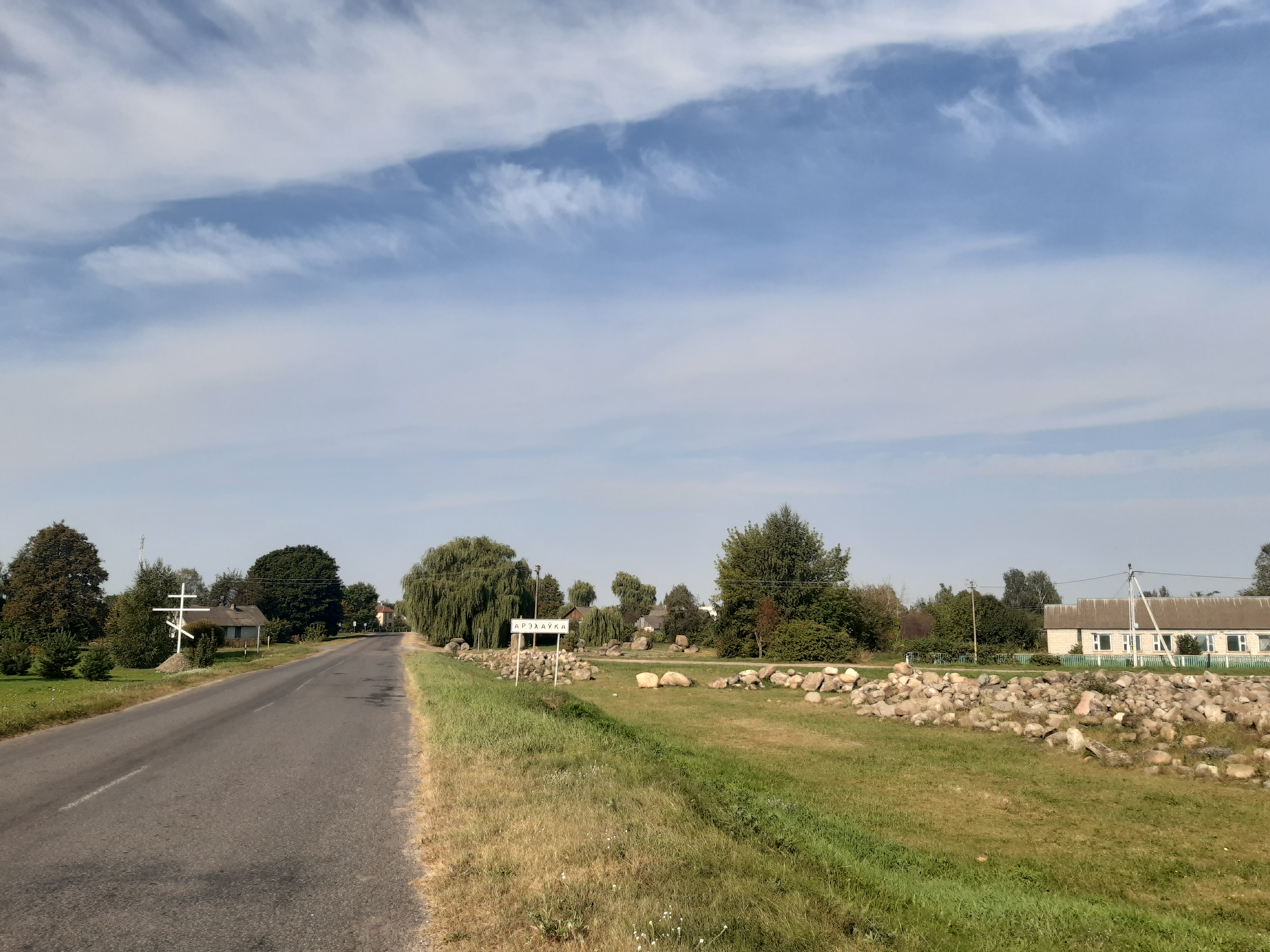
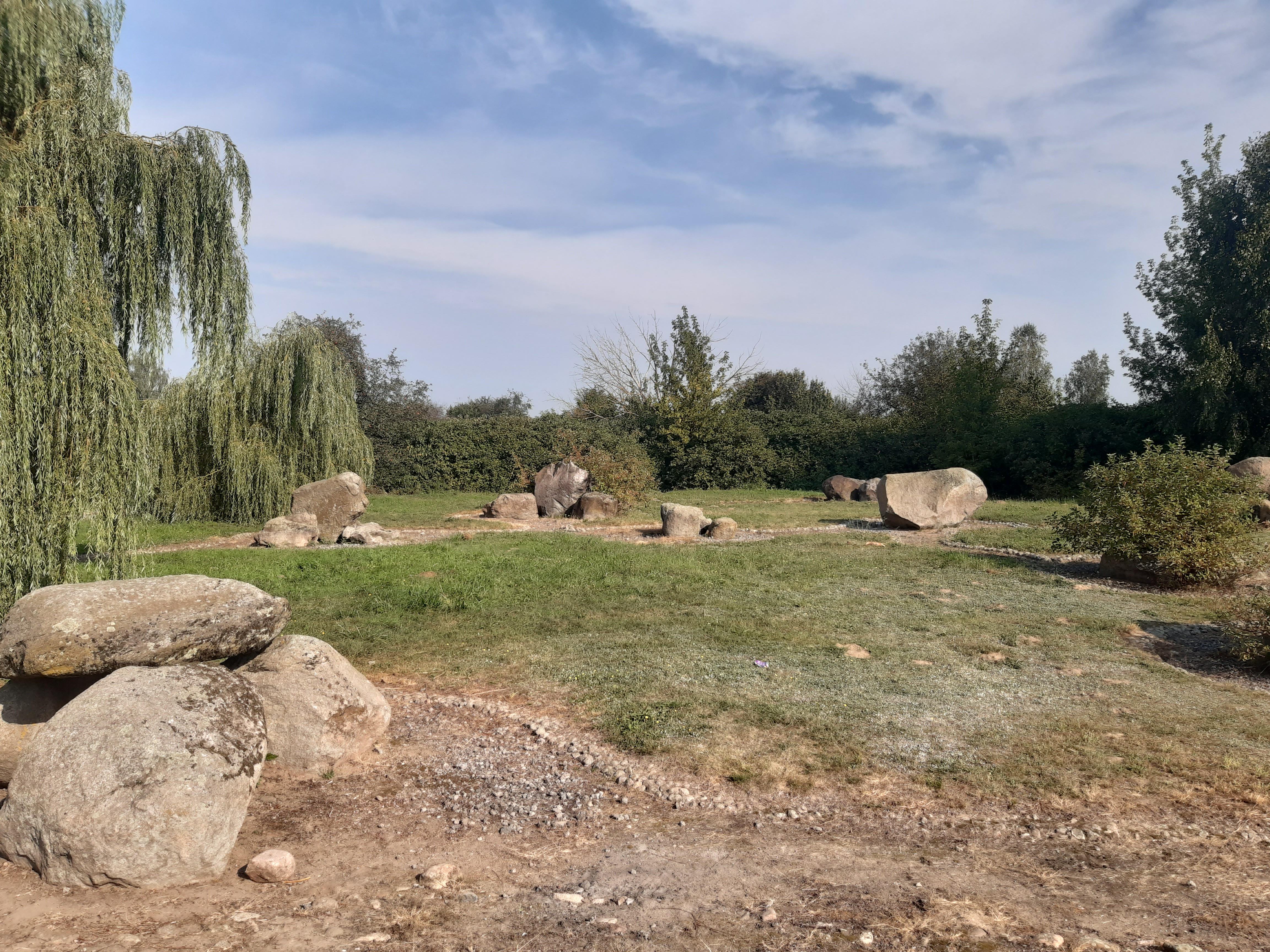
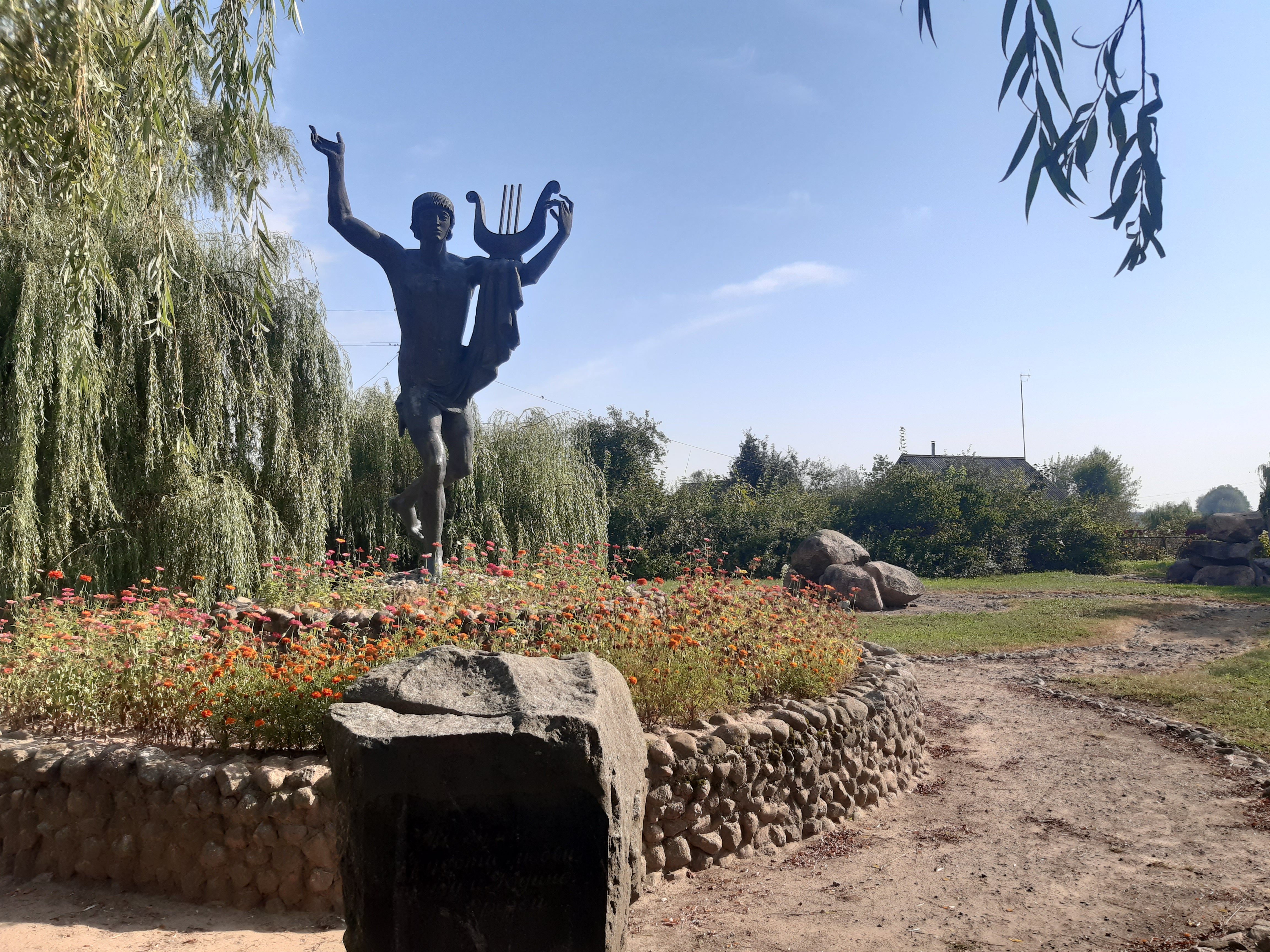

## Экономика
- УКСП «Совхоз «Доброволец»

## Культура
- Дом культуры
- Библиотека
- Музей

## Достопримечательность

### Жанровая скульптура, арт-объекты
- Скульптура "Орфей"